# Konwerter standardów
Konwerter standardów (potocznie nazywany po prostu konwerterem) – jest urządzeniem, które zmienia jeden standard transmisji danych na inny. Następuje wyłącznie zmiana sposobu reprezentacji informacji, lecz nie ma ingerencji w przekazywane dane. Zmiana może następować wyłącznie na drodze elektrycznej (np. standardu TTL na CMOS), przejścia z sygnałów cyfrowych na analogowe lub na odwrót (np. ze standardu HDMI na złącze VGA zwane D-Sub), lub dotyczyć ośrodka przekazu informacji (np. transmisja przewodami miedzianymi na światłowodowe).
Pierwotnie używało się między innymi konwerterów:
- RS-232/OPTO (2 linie światłowodowe)
- RS-232/TTY (pętla prądowa)
- RS-232/RS-485
- RS-232/RS-422

W praktyce powyższe konwertery standardów są niewielkimi urządzeniami w obudowach z gniazdami DB9 lub DB25, wkładanymi w porty RS232 komputerów klasy PC.